# Empresa de Pesquisa Agropecuária do Estado do Rio de Janeiro
A Empresa de Pesquisa Agropecuária do Estado do Rio de Janeiro — PESAGRO - Rio é uma empresa pública, vinculada à Secretaria de Agricultura, Abastecimento, Pesca e Desenvolvimento do Interior e integrante do Sistema Nacional de Pesquisa Agropecuária coordenado pela EMBRAPA.
Criada em 1976, cabe a ela a pesquisa agropecuária fluminense, de forma a intensificar a busca de alternativas tecnológicas poupadoras de insumos modernos, e capazes de promover o aumento da produção e da produtividade, resguardando a necessidade de uma tecnologia adequada ao pequeno produtor para que ele possa sobreviver e crescer através de uma efetiva participação na economia estadual.
Através da parceria com outras instituições de pesquisa e desenvolvimento e de Ciência e Tecnologia, a empresa reforça o seu papel de prestadora de serviços públicos orientados para a demanda de seus clientes, contribuindo para que o governo do estado do Rio de Janeiro alcance seus objetivos de melhorar o nível de renda dos produtores, gerar empregos no interior e fixar a população no campo, tornando o agronegócio fluminense mais competitivo e oferecendo à população alimentos com garantia de qualidade.
Para a execução de suas pesquisas, conta com estações experimentais nos municípios de Campos dos Goytacazes, Itaocara, Macaé, Seropédica e Nova Friburgo, com o Serviço de Informação de Mercado Agrícola, no município do Rio de Janeiro, além dos Laboratórios de Biologia Animal, de Controle de Qualidade, de Controle Biológico e de Análise de Solos, no município de Niterói, onde também fica a sede da empresa.
Conta, ainda, com a Unidade Avançada do Laboratório de Biologia Animal e o Laboratório de Fitossanidade, ambos no município de Miracema.